# هزلمر (باكينجهامشير)
هزلمر (بالإنجليزية: Hazlemere)‏ هي أبرشية مدنية تقع في المملكة المتحدة في إنجلترا. يقدر عدد سكانها بـ 9,350 نسمة .